# 8.ª Divisão (Japão)
A 8ª Divisão foi uma divisão de infantaria do Império do Japão que serviu durante a Segunda Guerra Mundial. A divisão foi formada 1 de outubro de 1898 em Hirosaki sendo desmobilizada no mês de setembro de 1945 com o fim da guerra.

## Comandantes
| Comandante                    | Data                                           |
| ----------------------------- | ---------------------------------------------- |
| Lt. General Jiro Shirai       | 2 de julho de 1918 - 20 de julho de 1921       |
| Lt. General Jutaro Onodera    | 20 de julho de 1921 - 4 de fevereiro de 1924   |
| Lt. General Takashi Hishikari | 4 de fevereiro de 1924 - 26 de agosto de 1927  |
| Lt. General Jinsaburo Masaki  | 26 de agosto de 1927 - 1 de julho de 1929      |
| Lt. General Ichi Miyoshi      | 1 de julho de 1929 - 1 de agosto de 1931       |
| General Giichi Nishi          | 1 de agosto de 1931 - 5 de março de 1934       |
| General Kotaro Nakamura       | 5 de março de 1934 - 2 de dezembro de 1935     |
| Lt. General Wataru Shimomoto  | 2 de dezembro de 1935 - 2 de agosto de 1937    |
| General Toshitame Maeda       | 2 de agosto de 1937 - 10 de dezembro de 1938   |
| General Osamu Tsukada         | 10 de dezembro de 1938 - 28 de outubro de 1940 |
| Lt. General Masaki Honda      | 28 de outubro de 1940 - 26 de junho de 1942    |
| Lt. General Shizuo Yokoyama   | 26 de junho de 1942 - de setembro de 1945      |

## Subordinação
- Grupo de Exércitos Kwantung - outubro de 1937
- 3º Exército - 13 de janeiro de 1938
- 20º Exército  - 19 de setembro de 1941
- 14º Exército de Campo - de julho de 1944
- 41º Exército - março de 1945

## Ordem da Batalha
outubro de 1939
- 8. Grupo de Infantaria (desmobilizada em 7 de setembro de 1943)
- 5. Regimento de Infantaria
- 17. Regimento de Infantaria
- 31. Regimento de Infantaria
- 8. Regimento de Reconhecimento
- 8. Regimento de Artilharia de Campo
- 8. Regimento de Engenharia
- 8. Regimento de Transporte
- Unidade de comunicação